# Pat Arrowsmith
Margaret P. Arrowsmith (Royal Leamington Spa, 2 de marzo de 1930 - Londres, 27 de septiembre de 2023) fue una escritora y activista por la paz británica. Fue una de las cofundadoras de la Campaña para el Desarme Nuclear (CND) en 1957.

## Trayectoria
Nació el 2 de marzo de 1930, en una familia de Royal Leamington Spa, siendo la menor de tres hijos. Su madre era Margaret Vera Arrowsmith (de soltera Kingham) y su padre el reverendo G. E. Arrowsmith.
En 1939, la familia se mudó a Torquay, donde Arrowsmith estudió en la Stover School, antes de trasladarse al Cheltenham Ladies College en septiembre de 1944. Estudió historia en el Newnham College de Cambridge y después estudió ciencias sociales en la Universidad de Liverpool y fue becaria Fulbright en la Universidad de Ohio.
Arrowsmith fue un activista por la paz y trabajó para hacer campaña por el desarme nuclear, el fin de la guerra de Vietnam, la retirada de las tropas británicas de Irlanda del Norte, el fin de la Guerra del Golfo y por cuestiones feministas y lésbicas.

### Campaña por la paz
Arrowsmith fue una de las cofundadoras de la Campaña para el Desarme Nuclear y una de sus vicepresidentes. Fue una de las organizadoras de la primera marcha de Aldermaston. También fue una de las firmantes originales del Comité de los 100. Desde 1958 cumplió once condenas de prisión por sus actividades políticas. En 1961, fue objeto de preguntas parlamentarias después de que la alimentaran a la fuerza mientras estaba en huelga de hambre en la prisión de Gateside. Hasta 1994, durante 24 años, trabajó para la organización de derechos humanos Amnistía Internacional y fue la primera prisionera de conciencia de la organización en Gran Bretaña.
En 1974, Arrowsmith fue declarada culpable de delitos contra las secciones 1 y 2 de la Ley de Incitación a la Desafección de 1934, y sentenciada a 18 meses de prisión por haber repartido folletos en una base del ejército británico, instando a los soldados a negarse a servir en Irlanda del Norte.

#### Fuga de la prisión
El 7 de septiembre de 1974, Arrowsmith se fugó de la prisión abierta de Askham Grange. Tras ello, Arrowsmith habló en una manifestación antifascista en Hyde Park y se hizo amiga de las lesbianas y gays asistentes. El grupo se refugió en el local de 5 Caledonian Road, compartido por la librería radical Housmans y el periódico pacifista Peace News. Al llegar, el grupo contactó con The Press Association para informarles: «Hay un fugitivo en Housmans, 5 Caledonian Road». Sus fotografías aparecieron en la portada de The Sunday Telegraph. Cuando los agentes que la arrestaron aparecieron en la escena, Arrowsmith se negó a bajar las escaleras y fue llevada tres tramos de escaleras abajo.
En 1975, el Tribunal de Apelación desestimó su recurso, calificando su conducta de «maliciosa» y «perversa». Sin embargo, estimó su recurso contra la sentencia, reduciéndola de modo que quedara inmediatamente en libertad.
Arrowsmith presentó una demanda contra el Reino Unido (Arrowsmith v. Reino Unido) ante la Comisión Europea de Derechos Humanos, alegando que su condena violaba las protecciones de la Convención Europea de Derechos Humanos a sus derechos a la libertad y a la libertad de creencia y de expresión. En 1978, la Comisión consideró que su condena constituía «una restricción necesaria al ejercicio de la libertad de expresión en interés de la seguridad nacional y para la prevención del desorden» y por lo tanto no violaba la Convención.
Arrowsmith fue una candidata fallida de la Alianza Radical, un grupo escindido de la CND, para Fulham en las elecciones generales de 1966 y 1970.
Se presentó como candidata socialista independiente, haciendo campaña por el moviento "Fuera las Tropas de Irlanda del Norte" y siendo apoyada por el partido trotskista Unidad Socialista contra el entonces Primer Ministro, James Callaghan, en su circunscripción de Cardiff Sudeste en las elecciones generales parlamentarias de 1979. Durante el discurso de aceptación de la reelección de Callaghan, Arrowsmith continuó abucheándolo. Callaghan sugirió que se podría invitar a Arrowsmith a subir a la plataforma, lo cual ella hizo, mientras él, sus partidarios, todos los demás candidatos y el oficial electoral abandonaron la sala. Sin embargo, su breve discurso fue transmitido por la BBC. Exigía la retirada de las tropas británicas de Irlanda del Norte y la autodeterminación de su pueblo.

## Vida personal
Arrowsmith mantuvo una relación personal con una compañera activista por la paz, Wendy Butlin, quien también fue una de las firmantes originales del Comité de los 100. Como no podía calificar para la herencia de su padre a menos que estuviera casada con un hombre, Arrowsmith se casó por un día con el poeta Donald Gardner, antes de que el matrimonio fuera anulado. Luego donó parte del dinero a varias causas políticas, incluida la Semana del Orgullo Gay de 1979.
Arrowsmith murió el 27 de septiembre de 2023, a los 93 años.

## Legado
Arrowsmith publicó varias novelas y obras de poesía. Su archivo y documentos personales se conservan en la Biblioteca LSE de Londres.